# Samaritan
Samaritan (prt: Samaritan; bra: Samaritano) é um filme americano, dos gêneros ação, ficção científica, fantasia e superaventura dirigido por Julius Avery, escrito por Bragi F. Schut e estrelado por Sylvester Stallone e Javon Walton. É baseado nas histórias em quadrinhos da Mythos Comics criadas por Schut, Marc Olivent e Renzo Podesta.
Samaritan foi lançado nos Estados Unidos em 26 de agosto de 2022, pela United Artists Releasing.

## Enredo
Os super-humanos Samaritano e Nemesis eram irmãos gêmeos antagônicos que viviam em Granite City. Equilibrado, o vilão Nemesis fabrica uma marreta mística que lhe deu uma vantagem sobre o heroico Samaritano, e durante um confronto na usina da cidade, ambos foram aparentemente mortos quando a usina explodiu. Muitas pessoas continuam fãs do Samaritano, e há rumores constantes de que ele ainda está vivo.
No presente Sam Cleary (Javon Walton) um menino de treze anos, tenta ao máximo ajudar sua mãe com sua crise financeira e após ser ameaçado de despejo, aceita um emprego de uma gangue liderada por Reza (Moisés Arias). O plano dá errado e Reza tenta culpar Sam, mas o verdadeiro líder da gangue, Cyrus (Pilou Asbæk) fica impressionado e dá pessoalmente a Sam 110 dólares. Reza e seus amigos mais tarde atacam Sam como vingança, mas são parados por Joe Smith (Sylvester Stallone) um coletor de lixo que mora em um apartamento em frente ao de Sam. Joe mostra super-força na luta contra os membros da gangue, e Sam suspeita que ele seja o Samaritano. Enquanto isso, Cyrus localiza a marreta de Nemesis em uma delegacia de polícia e se apresenta como o novo Nemesis, provocando tumultos e caos por toda a cidade, usando granadas EMP para blecaute e interromper a infraestrutura da cidade.
Depois que Sam o confronta, Joe nega que ele seja o Samaritano, mas Reza ao tentar se vingar o atinge com seu carro. Joe está gravemente ferido, mas se cura diante dos olhos de Sam, superaquecendo tanto que ele precisa ser resfriado em um banho frio e tomando sorvete. Joe e Sam constroem uma amizade, enquanto Cyrus convida Sam para trabalhar com sua gangue. No entanto, Sam fica perturbado quando testemunha suas atividades violentas.
Quando Joe salva uma jovem de uma explosão causada pela gangue, a mídia afirma que o Samaritano está de volta ameaçando os planos de Cyrus. Reza reconhece Joe como sendo a mesma pessoa que ele "matou" com seu carro e, portanto, sua identidade e conexão com Sam. Encontrando o apartamento de Joe vazio, eles sequestram Sam e sua mãe para atrair Joe para sua sede e uma armadilha. Joe invade a sede e dizima a gangue antes de ser confrontado por Cyrus, agora vestido como Nemesis e empunhando a marreta. Apesar de sua força, Joe está enfraquecido pela briga de gangues e em desvantagem contra a marreta, dando a Cyrus a vantagem. Enquanto eles lutam, com Cyrus chamando a si mesmo de Nemesis, e Joe "o mocinho", Joe revela que o Samaritano "morreu" durante o incêndio da usina, e Joe é na verdade Nemesis, que sobreviveu, mas deixou sua vida de vilão para trás. Destruindo a marreta, Joe mata Cyrus jogando-o em um abismo em chamas da mesma forma que ele matou o Samaritano mas quase superaquece de suas habilidades de cura e do fogo que se espalha. Sam abre um cano para regá-lo com água, permitindo que Joe se recupere o suficiente para escapar com Sam pulando de uma janela. Joe sai, ouvindo Sam dizer à imprensa que "Samaritano" o salvou.

## Elenco
- Sylvester Stallone como Joe Smith (Samaritano/Nemesis)
- Javon Walton como Sam Cleary
- Martin Starr como Arthur
- Moisés Arias como Reza Smith
- Dascha Polanco como Isabelle
- Natacha Karam
- Pilou Asbæk como Cyrus
- Jared Odrick
- Michael Aaron Milligan
- Deacon Randle

## Produção
Em fevereiro de 2019, foi anunciado que a MGM havia adquirido um roteiro de Bragi F. Schut intitulado Samaritan para ser coproduzido com a Balboa Productions. Em setembro de 2019, Julius Avery se juntou como diretor.
Em fevereiro de 2019, foi anunciado que Sylvester Stallone estrelaria como o papel-titular e também atuaria como produtor. Em fevereiro de 2020, Martin Starr, Moisés Arias, Dascha Polanco, Pilou Asbæk, Javon Walton, Jared Odrick e Michael Aaron Milligan se juntaram ao elenco em papéis coadjuvantes. Em março de 2020, Natacha Karam se juntou ao elenco do filme.
Em setembro de 2019, as filmagens foram agendadas para uma data de início em 2020 em Atlanta. As filmagens começaram em 26 de fevereiro de 2020. Em 14 de março, a produção foi paralisada devido à pandemia de COVID-19. Em 8 de outubro de 2020, as filmagens foram retomadas.

## Marketing
Uma imagem do filme foi lançada em 8 de janeiro de 2021.
Cenas do filme foram exibidas na CinemaCon em 24 de agosto de 2021.

## Lançamento
Samaritan foi lançado nos Estados Unidos em 26 de agosto de 2022, pela United Artists Releasing. Ele foi provisoriamente previsto para 20 de novembro de 2020, 11 de dezembro de 2020 e 4 de junho de 2021. Foi o primeiro filme da MGM a ser lançado nos cinemas após a conclusão do acordo de fusão do estúdio com a Amazon em 17 de março de 2022.